# Automatyczna przepustnica

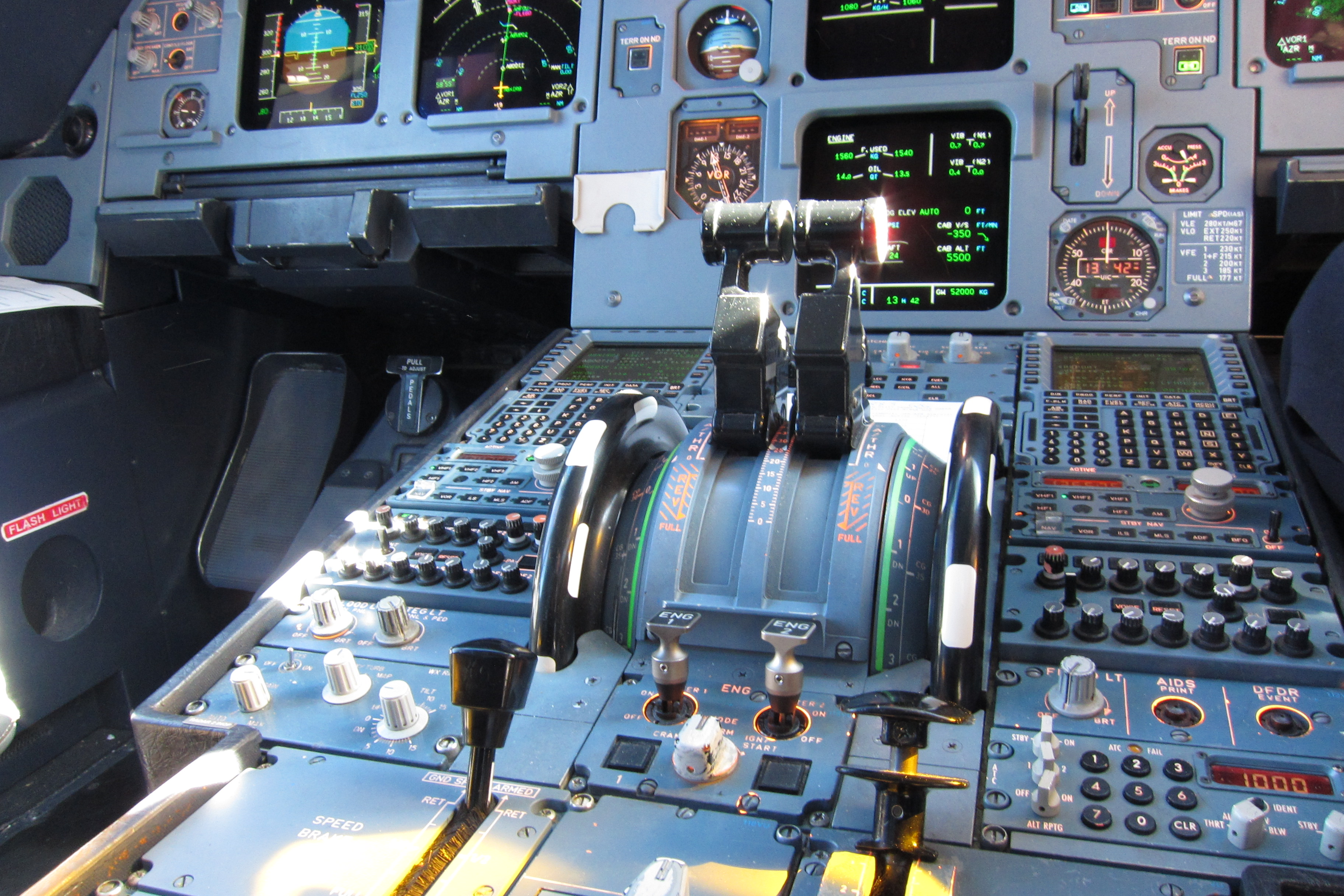
Dźwignie przepustnicy w Airbusie A320 ustawione przez automatyczną przepustnicę w pozycji lotu po trasie.

Automatyczna przepustnica (ang. autothrottle, automatic throttle, A/T) pozwala pilotowi regulować moc silników samolotu przez określenie pożądanej charakterystyki lotu, a nie ręczne sterowanie przepływem paliwa. Ten system pozwala oszczędzać paliwo i wydłużać żywotność silników dzięki odmierzaniu dokładnych ilości paliwa potrzebnych do osiągnięcia wymaganej prędkości przyrządowej lub ustalać moc dla różnych faz lotu. A/T i AFDS (Auto Flight Director Systems) pracują razem, realizując plan lotu i zmniejszają obciążenie pracą pilotów.

## Tryby pracy
A/T może utrzymywać (lub próbować osiągnąć) dwa parametry: prędkość i ciąg.
W trybie prędkości przepustnica jest tak ustawiana, żeby osiągnąć prędkość docelową. Ten tryb reguluje prędkość z zachowaniem operacyjnych marginesów bezpieczeństwa. Na przykład jeśli pilot wybierze prędkość docelową mniejszą niż prędkość przeciągnięcia lub większą niż prędkość maksymalna, system automatycznej przepustnicy ustawi prędkość najbliższą docelowej prędkości w granicach prędkości bezpiecznej.
W trybie ciągu silnik utrzymuje stałą moc ustawioną zgodnie z różnymi fazami lotu. Na przykład podczas startu A/T utrzymuje stałą moc startową, aż do zakończenia startu. Podczas wznoszenia A/T utrzymuje stałą prędkość wznoszenia, a podczas schodzenia A/T cofa manetki na bieg jałowy (idle), itd. Gdy automatyczna przepustnica pracuje w trybie ciągu, prędkość jest regulowana przez pochylenie (lub kolumnę sterową) i NIE jest zabezpieczana przez A/T. Wysokościomierz radiolokacyjny najczęściej dostarcza danych w tym trybie (w Boeingu dane są podawane do automatycznej przepustnicy cały czas; zobacz niżej).

## Zastosowanie
W samolotach Boeinga A/T może być używana podczas każdej fazy lotu: startu, wznoszenia, lotu po trasie, zniżania, podejścia, całą drogę aż do lądowania lub odejścia na krąg (z wyjątkiem awarii). Kołowanie nie jest częścią lotu i A/T nie działa podczas niego. W większości przypadków tryb A/T jest ustawiany automatycznie i nie wymaga ręcznego wyboru, chyba że jego działanie zostanie przerwane przez pilotów.
Zgodnie z procedurami lotu opublikowanymi przez Boeinga, A/T jest włączana PRZED procedurą startu i automatycznie wyłączana dwie sekundy po lądowaniu. Podczas lotu zawsze jest możliwe przejście z A/T na ręczne sterowanie ciągiem. Zwolnienie ręcznego sterowania pozwala  A/T ponownie przejąć kontrolę, a przepustnica wraca do pozycji nakazanej przez mechanizm oprócz dwóch trybów (w boeingach): IDLE i THROTTLE HOLD. W tych dwóch trybach przepustnica pozostaje w pozycji ustawionej ręcznie.

## Historia
Prymitywna automatyczna przepustnica została zamontowana w późniejszych wersjach odrzutowych myśliwców Messerschmitt Me 262 pod koniec II wojny światowej. Natomiast pierwszym komercyjnym samolotem z tym systemem, nazwanym AutoPower, był DC-3 (od 1956 r.). W pierwszej wersji automatyczna przepustnica utrzymywała stały kąt natarcia, a prędkość jedynie na podejściu do lądowania. Dopiero później wprowadzono możliwość utrzymywania prędkości przez cały lot, co uznaje się za pierwszą współczesną automatyczną przepustnicę.
Ważnym element tego systemu był tzw. voter. Porównuje on zadaną prędkość z 1,3 wartości prędkości przeciągnięcia i wybiera wyższą z nich. To stosowane do dziś zabezpieczenie zapobiega przypadkowemu wprowadzeniu niebezpiecznie niskiej prędkości.
Wkrótce po sukcesie AutoPower, firmy Sperry (obecnie część Honeywell) i Collins zaczęły ze sobą rywalizować w rozwoju automatycznej przepustnicy, wyposażając w nią coraz więcej liniowców i odrzutowców biznesowych.
Obecnie jest często łączona z Flight Management System (FMS), a FADEC jest rozwinięciem tej koncepcji, polegającym na kontroli wielu innych parametrów oprócz przepływu paliwa.